# Södermanlands runinskrifter 321
Södermanlands runinskrifter 321 är en vikingatida runsten av granit i Kråktorp, Fogdö socken och Strängnäs kommun. Ristningen är från första halvan av 1000-talet. Runstenen är 2,6 meter hög och 1,2 meter bred. Runhöjden är 5-8 centimeter. Stenen står av allt att döma på sin ursprungliga plats. Erik Brate ansåg att stenen ristats av runmästaren Balle.

## Inskriften
Translitterering av runraden:
(u)fik(ʀ) : auk --...rn · l--u · ris- · ... ... ... --- · an · hafþi · til · kart
Normalisering till runsvenska:
Ofæigʀ ok ... l[et]u ræis[a] ... ... ... [þan] hann hafði til gært.
Översättning till nusvenska:
Ofeg och ... lät resa ... än han hade förtjänat.